# بويضة الزمام
بويضة الزمام قرية سورية في ناحية دوير رسلان في منطقة دريكيش التابعة لمحافظة طرطوس.